# Locomobile Old 16
De Locomobile Old 16 is een wagen van het Amerikaanse automerk Locomobile. Old 16 is slechts een bijnaam van de wagen aangezien er bij de productie in 1906 geen naam aan het model werd gegeven. Hij kreeg deze bijnaam toen hij in 1908 de Vanderbilt Cup won met het nummer 16. Tevens was het destijds de allereerste Amerikaanse wagen die winst behaalde in een internationale race. 